# Acherongia steineri
Acherongia steineri is een springstaartensoort uit de familie van de Hypogastruridae. De wetenschappelijke naam van de soort is voor het eerst geldig gepubliceerd in 1996 door Christian & Thibaud.